# تیری لوری
تیری لوری (فرانسوی: Thierry Laurey‎؛ زادهٔ ۱۷ فوریهٔ ۱۹۶۴) بازیکن سابق و مربی فوتبال اهل فرانسه است.
از باشگاه‌هایی که در آن بازی کرده‌است می‌توان به باشگاه فوتبال مون‌پلیه، باشگاه فوتبال والنسین، باشگاه فوتبال سوشو، باشگاه فوتبال سن-اتین، باشگاه فوتبال المپیک مارسی و باشگاه فوتبال پاری سن ژرمن اشاره کرد.
وی همچنین در تیم ملی فوتبال فرانسه بازی کرده‌است.